# Conjunto finito
En matemáticas, un conjunto finito es un conjunto que tiene un número finito de elementos. Por ejemplo {2, 4, 6, 8, 10, 12} es un conjunto finito con seis elementos. La cardinalidad o número de elementos de un conjunto finito es igual a un número natural. 
Si un conjunto no es finito, entonces es infinito. Por ejemplo, el conjunto N = {1, 2, 3, ...} de los números naturales es infinito. Todo conjunto finito es un conjunto numerable, puesto que sus elementos pueden contarse, pero la recíproca es falsa: existen conjuntos numerables que no son finitos (como el propio N).
Los conjuntos finitos son particularmente importantes en combinatoria.

## Definición
Un conjunto finito A es un conjunto cuyo número de elementos es un número natural. Una manera de expresar esto es que los elementos de A y los elementos del conjunto {1, 2, ..., n} se pueden emparejar uno a uno, sin que sobre ningún elemento en ninguno de los dos conjuntos. En matemáticas esto se expresa como:
| Un conjunto finito A es aquel que puede ponerse en correspondencia biunívoca con el conjunto {1, 2, ..., n}, para algún número natural n. |

También se dice que A y {1, 2, ..., n} son equipotentes. El número n coincide con el número de elementos de A, y se le denomina su cardinal (o su cardinalidad, su potencia, etc.), y se denota por card(A), |A| o #A. El conjunto vacío ∅ no tiene elementos, |∅| = 0, por lo que también es finito.
En teoría de conjuntos existen varias definiciones alternativas para el concepto de conjunto finito.

## Propiedades
La propiedad de un conjunto de ser finito se conserva bajo ciertas condiciones:
| - La unión de dos conjuntos finitos (o una cantidad finita cualquiera de ellos) es finita. - La intersección de un conjunto finito con uno o más conjuntos arbitrarios es finita. - Todo subconjunto de un conjunto finito es finito a su vez. - En particular todo subconjunto de un conjunto finito tiene una cantidad menor o igual de elementos: si S ⊊ A y \|A\| = n, entonces \|S\| < n. - El conjunto potencia de un conjunto finito con n elementos es finito, y posee 2n elementos. |